# Dilar juniperi
Dilar juniperi là một loài côn trùng trong họ Dilaridae thuộc bộ Neuroptera. Loài này được Monserrat miêu tả năm 1988.